# Nationaal park El-Kouf
Het Nationaal park El-Kouf is een van de zeven nationale parken in Libië. El-Kouf ligt langs de noordoostkust van Libië aan de Middellandse Zee en heeft zowel mariene als terrestrische biodiversiteit. Libië heeft ook vijf andere reservaten, vierentwintig beschermde gebieden en twee wetlands, Ain Elshakika Wetland en Ain Elzarga Wetland, die sinds 2000 worden beschermd onder de Conventie van Ramsar.

## Achtergrond en locatie
Het park werd opgericht in 1975. Het werd in 1980 bezocht door ongeveer 100.000 bezoekers, wat toenam tot 300.000 in 1985. Ondanks het feit dat het park zoveel toeristen trekt, had het lange tijd weinig personeel met specifieke taken voor het behoud van wilde dieren. In 1991 werd gemeld dat het park slecht werd beheerd en onvoldoende werd gereguleerd.
Het park ligt heel dicht bij de Brug over Wadi al Kuf. Het ligt bijna 180 kilometer ten noordoosten van Benghazi, 19 kilometer ten westen van de stad Al Bayda aan de noordoostkant van Libië. Het beslaat een landoppervlakte van 35.000 hectare met een kustlijn van 20 km. Het totale beschermde gebied is echter 100.000 hectare, inclusief het grote bekkengebied van Wadi El Kouf en ook stranden, rotsachtige kliffen, zandduinen en kortstondige lagunes. Het gebied wordt begrensd door de kalksteenmassa van Jabel Al-Akhdar, een berg van 860 meter die een rechthoekig gebied vormt dat wordt begrensd door de kustlijn van de Middellandse Zee.

## Flora
Ongeveer 90% van de planten die in Libië voorkomen, groeien in het park. De duinen aan de kust zijn bedekt met grove grassen en verspreide struiken. De kalkheuvels verder landinwaarts zijn bedekt met wirwar van maquis struikgewas. Enkele soorten die hier voorkomen zijn atlasceder (Cedrus atlantica) (gecultiveerd), Juniperus phoenicea, mastiekboom (Pistacia lentiscus), Arbutus pavarii, olijfboom (Olea europaea), mirte (Myrtus communis), hulsteik (Quercus coccifera) en enkele bosjes Italiaanse cipressen (Cupressus sempervirens). Geiten en schapen vormen een probleem voor het beheer van de flora van het park.

## Fauna
Tot de geregistreerde diersoorten behoren de gestreepte hyena (Hyaena hyaena), de Egyptische wolf (Canis anthus lupaster), het wilde zwijn (Sus scrofa), het damhert (Dama dama), de rode vos (Vulpes vulpes), de genetkat (Genetta genetta), de Afrikaanse wilde kat (Felis silvestris lybica), het gewoon stekelvarken (Hystrix cristata) en de berberaap (Macaca sylvanus). De gewone dolfijn (Delphinus delphis) en de tuimelaar (Tursiops truncatus) komen voor de kust en in de brakke lagunes voor en de onechte karetschildpad (Caretta caretta) legt haar eieren op de stranden.

### Important Bird Area
Het nationale park ligt in het Jabal al Akhdar Important Bird Area, dat als zodanig is aangewezen door BirdLife International. Vogels die in het park zijn geregistreerd zijn onder andere steenarenden (Aquila chrysaetos), aasgieren (Neophron percnopterus), Barbarijse patrijzen (Alectoris barbara), kwartels (Coturnix coturnix), grote trappen (Otis tarda), westelijke kraagtrappen (Chlamydotis undulata), zwarte ooievaars (Ciconia nigra), ooievaars (Ciconia ciconia) en zandhoenders, evenals reigers, eenden en steltlopers. Ook zijn er flamingo's op de stranden en groene pauwen die veel roofvogels introduceerden.